# Península de Rame

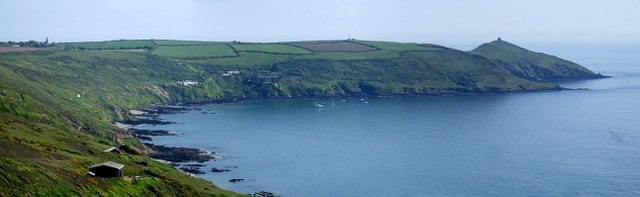
La península de Rame

La península de Rame /ˈreɪm/ es una península en el sureste de Cornualles, Inglaterra, en el Reino Unido. La península está rodeada al sur por el canal de la Mancha. Plymouth Sound está al este. El estuario del río Lynher se encuentra al norte. El asentamiento más grande es Torpoint. Está en la costa este, frente a Devonport en Plymouth, Devon. La península lleva el nombre de Rame Head, al sur de la península. La península también incluye el pueblo y la parroquia de Rame. Toda la zona de la península está designada como Área de Sobresaliente Belleza Natural.

## Asentamientos en la península de Rame
Otros lugares en la península incluyen: Antony, Crafthole y Cremyll. Fourlanesend es la ubicación de Fourlanesend School, la escuela primaria local para la península de Rame. Kingsand y Cawsand están protegidos por el cabo. Gran parte de la península es propiedad de la propiedad de Mount Edgcumbe, que también incluye Mount Edgcumbe Country Park.

## Otros sitios web
- Fotos de la península de Rame como es hoy en día
- Fotos de Rame de antaño
- Península de Rame - sitio oficial del estatus AONB de Rame

- Datos: Q7466757